# تيراسون لافيليديو
تيراسون لافيليديو هي بلدة تقع في إقليم دردنية، أقطانية الجديدة، جنوب غرب فرنسا. يلبغ عدد سكان البلدة حوالي 6266 نسمة.